# Richard von Rohrscheidt
Richard von Rohrscheidt (* 13. Oktober 1811 in Reichenbach;  30. August 1893 in Breslau) war ein preußischer Landrat.
Er stammte aus einem böhmischen Adelsgeschlecht und war der zweitälteste Sohn des preußischen Rittmeisters Wilhelm von Rohrscheidt und der Karoline Sadebeck. Sein Bruder Emil von Rohrscheidt übernahm nach dem Tod des Vaters 1845  dessen Rittergut in Deutsch-Steine.
Richard von Rohrscheidt wurde Landrat des schlesischen Kreises Striegau, etwa von 1850 bis 1870, die Nachfolgeschaft dort trat dann Oswald von Koschembahr an.
Richard von Rohrscheidt war seit 1845 mit Auguste Paur (1824–1897) verheiratet und starb als Landrat a. D. Das Paar hatte mehrere Kinder:
- Johanna (1847–1908)
- Oskar (1848–1907), preußischer Generalleutnant
- Paul (1850–1911), preußischer Generalmajor ⚭ 1882 Katharine von Meerheimb (* 1857; † 1923)
- Konrad (1852–1907), preußischer Oberstleutnant ⚭ 1887 Magarethe Tuchen (* 1865; † 1947); Sohn Günther von Rohrscheidt, (* 1888), RA
- Walther (1860–1895), preußischer Hauptmann